# やるドラ
『やるドラ』は、ソニー・コンピュータエンタテインメントより発売されたアドベンチャーゲームのシリーズ。企画・原作・アニメーション制作はProduction I.G。
キャッチコピーは「みるドラマから、やるドラマへ」。

## 概要
『やるドラ』シリーズは全編フルボイス・フルアニメーションで展開するアドベンチャーゲームである。
エンディング後にセーブしたデータを使用して、ゲーム開始からエンディングまでを選択肢が表示されないリプレイ（つまり、普通のアニメーション）として観ることが可能である。

## 作品一覧

### PlayStation
- ダブルキャスト：1998年6月25日発売[2]
- 季節を抱きしめて：1998年7月23日発売[3]
- サンパギータ：1998年10月15日発売[4]
- 雪割りの花：1998年11月26日発売[5]

PlayStationで発売された4作品は「一人暮らしの大学生である主人公が記憶喪失のヒロインと出会うストーリー」で統一され、各作品が四季に対応している。また『ダブルキャスト』を除き、その季節の花がシナリオの重要な要素となっている。これは、当初『フォーシーズンズメモリー』という1本のソフトとして開発されていたものを「もったいないから」という理由で4本に分割したためである。
最初の2作品には主人公の声は収録されておらず、メッセージウィンドウに主人公の台詞が表示されるだけであったが、『サンパギータ』以降は主人公の声が追加された（オプションで設定すれば消すことも可能）。
それぞれの作品には他3作品の予告映像が収録されているほか、『ダブルキャスト』の一部シナリオでは他3作品のキャラクターがゲストとして登場する場合がある。

### PlayStation 2
- スキャンダル：2000年6月29日発売[8]
- BLOOD THE LAST VAMPIRE：2000年12月21日発売[9][10]

『BLOOD THE LAST VAMPIRE』は、アニメ映画版、ゲーム版、小説版でそれぞれ違う物語が進行するメディアミックス企画の一環として発売された。

### PlayStation Portable
2005年7月28日にPlayStation Portableから『やるドラ ポータブル』シリーズとして初期4作の移植版が同時発売された。当初は5月26日に発売予定であったが、想定外の不具合が見つかったため7月28日に延期された。PSで発売したときはCD-ROM2枚組であったが、PSP版はUMD1枚にまとめられた。PSP版の特徴として「設定画が追加されたCGギャラリー」「シリーズ3作品の体験版の搭載」「クリアしたエンディングをいつでも振り返られるリプレイ機能の追加」「読みやすい高解像度フォントの採用」などが挙げられる。
2006年1月26日に『BLOOD THE LAST VAMPIRE』の上下巻を一本にまとめた移植版が発売された。
2009年9月24日に「PSPオンライン」にてPSP版『ダブルキャスト』『季節を抱きしめて』『雪割りの花』の3作品のダウンロード配信が開始された。

## テレビ番組
1998年10月から12月までフジテレビの深夜枠にて、『サンパギータ』『雪割りの花』を元とした10分間の生放送番組『ラ*ドルヤ』が放送された。
物語の途中で選択肢を2つ提示し、放送終了後電話投票を受付け、多かった方の選択肢の物語が進行する。選択肢はどちらかがバッドエンドで、これが出た場合は巻き戻ってもう一方の選択肢で話が進められる。また、やるドラにはない『ラ*ドルヤ』独自の映像が流されることもあった。月曜日から木曜日は本編のアニメが放送され、金曜日は選択されなかった物語などがダイジェストで紹介された。
進行役はミキ（野仲美貴）とインナミ（印南優貴）。たまに「賢者」とされるゲストが参加し、視聴者と同様に選択肢を選ぶこともあった。
深夜放送にもかかわらず、6000から10000もの投票が集まっていた。
- オープニングテーマ「KI-RA-ME-I-TE」
  - 歌・作詞：甲斐よしひろ / 作曲・編曲：小室哲哉
- エンディングテーマ「ダイヤのココロ」
  - 歌：Rubii
- 放送期間
  - 1998年10月12日 - 11月20日 『サンパギータ』編
  - 1998年11月23日 - 12月18日 『雪割りの花』編
  - 1998年12月25日 お宝ザクサク1時間スペシャル（スタジオに一般視聴者を招いてのスペシャル番組）
- 放送時間
  - 月曜日 - 木曜日 25:10 - 25:20
  - 金曜日 25:25 - 25:35
- 放送分
  - 10分（10月12日 - 12月18日）
  - 60分（12月25日）

## ラジオ番組
ラジオ番組『ラジオジュテーム』の中で、PlayStationで発売された4作品を元にしたラジオドラマが放送された。
放送された作品は、後に『きくドラ』（ドラマCD）として発売された。

## 関連商品
やるドラ公式設定BOX
1999年4月20日発売。1999年4月30日発行。マンガパック発売。Production I.G発行。PlayStationで発売された4作品の原画やキャラクター設定、美術設定などが掲載されている設定資料集。